# The Innocent (película de 2022)
The Innocent  (en español, El inocente) es una película dramática francesa de 2022, dirigida por Louis Garrel, a partir de un guion de Garrel, Tanguy Viel y Naïla Guiguet. Está protagonizada por Roschdy Zem, Anouk Grinberg, Noémie Merlant y Garrel.
Se estrenó en el Festival de Cine de Cannes de 2022. La película recibió 11 nominaciones en la 48.ª edición de los Premios César, ganó en dos categorías, el Mejor Guion Original y Mejor Actriz de Reparto por Merlant. En España se presentó en la sección Perlak del Festival Internacional de Cine de San Sebastián 2022.

## Argumento
Sylvie, una mujer de 60 años, se enamora de Michele, a punto de salir de la cárcel. Juntos quieren abrir una floristería para empezar una nueva vida. Sin embargo, Abel, hijo de Sylvie, ve con malas artes esta relación, ya que cree que Michele va a cometer algún delito.

## Elenco
- Roschdy Zem como Michel
- Anouk Grinberg como Sylvie
- Noémie Merlant como Clemence
- Louis Garrel como Abel
- Jean-Claude Pautot como Jean-Paul
- Leghrib Rachid como detenido

## Producción
En diciembre de 2021, se anunció que Roschdy Zem, Anouk Grinberg, Noémie Merlant y Louis Garrel se habían unido al elenco de la película, con Garrel listo para dirigir un guion de él mismo, Tanguy Viel y Naïla Guiguet.
El rodaje comenzó en noviembre de 2021.

## Estreno
Tuvo su estreno mundial en el Festival de Cine de Cannes de 2022 el 18 de mayo de 2022. Fue lanzado en Francia el 12 de octubre de 2022.

## Premios y nominaciones
| Premio          | Fecha                 | Categoría                 | Receptor(es)                                      | Resultado | Ref    |
| --------------- | --------------------- | ------------------------- | ------------------------------------------------- | --------- | ------ |
| Premio Lumières | 16 de enero de 2023   | Mejor actor               | Louis Garrel                                      | Nominado  | [ 10 ] |
| Premio Lumières | 16 de enero de 2023   | Mejor actriz              | Noémie Merlant                                    | Nominada  | [ 10 ] |
| Premio Lumières | 16 de enero de 2023   | Mejor guion               | Louis Garrel y Tanguy Viel                        | Nominado  | [ 10 ] |
| Premio Lumières | 16 de enero de 2023   | Mejor música              | Grégoire Hetzel                                   | Nominado  | [ 10 ] |
| Premios César   | 24 de febrero de 2023 | Mejor película            | Mejor película                                    | Nominado  | [ 11 ] |
| Premios César   | 24 de febrero de 2023 | Mejor director            | Louis Garrel                                      | Nominado  | [ 11 ] |
| Premios César   | 24 de febrero de 2023 | Mejor actor               | Louis Garrel                                      | Nominado  | [ 11 ] |
| Premios César   | 24 de febrero de 2023 | Mejor actor de reparto    | Roschdy Zem                                       | Nominado  | [ 11 ] |
| Premios César   | 24 de febrero de 2023 | Mejor actriz secundaria   | Anouk Grinberg                                    | Nominada  | [ 11 ] |
| Premios César   | 24 de febrero de 2023 | Mejor actriz de soporte   | Noémie Merlant                                    | Ganadora  | [ 11 ] |
| Premios César   | 24 de febrero de 2023 | Mejor Guion Original      | Louis Garrel, Tanguy Viel y Naila Guiguet         | Ganadores | [ 11 ] |
| Premios César   | 24 de febrero de 2023 | Mejor edición             | Pierre Deschamps                                  | Nominado  | [ 11 ] |
| Premios César   | 24 de febrero de 2023 | Mejor sonido              | Laurent Benaim, Alexis Meynet y Olivier Guillaume | Nominados | [ 11 ] |
| Premios César   | 24 de febrero de 2023 | Mejor música original     | Grégoire Hetzel                                   | Nominado  | [ 11 ] |
| Premios César   | 24 de febrero de 2023 | Mejor diseño de vestuario | Corinne Bruand                                    | Nominada  | [ 11 ] |